# Список умерших в 737 году

## Май
- 21 мая — Фудзивара-но Фусасаки, японский аристократ периода Нара.

## Август
- 17 августа — Фудзивара-но Маро, японский аристократ периода Нара.
- 29 августа — Фудзивара-но Мутимаро, японский аристократ периода Нара, губернатор провинции Оми (716), правый министр (с 734).

## Сентябрь
- 3 сентября — Фудзивара-но Умакаи, японский аристократ периода Нара.

## Дата смерти неизвестна или требует уточнения
- Альдуин, епископ Кёльна (721/723—ок. 737).
- Баян ибн Самаан, шиитский религиозный деятель.
- Гурек, один из последних ихшидов Согдианы, правитель Согдианы и афшин Самарканда.
- Ибн Касир аль-Макки, передатчик одого из семи канонических методов чтения Корана.
- Орсо Ипато, 3-й венецианский дож (726—737).
- Катал мак Аэда, король Лагора (Южной Бреги) (729—737).
- Пелайо, вестготский аристократ, король Астурии (718—737).
- Теодорих IV, король франков (721—737) из династии Меровингов.
- У, второй правитель (ван) государства Бохай (719—737).
- Хазар-тархан, хазарский полководец.
- Хаммад ибн Абу Сулейман, иракский богослов, правовед, хадисовед.
- Эрмин, второй настоятель монастыря Лобб (713—737), святой.